# أوفودا
أوفودا، (بالإنجليزية: Ovodda)، (سردينيا: Ovòdda) هي بلدية في مقاطعة نوورو في إقليم سردينيا الإيطالي، وتقع على بعد حوالي 100 كيلومتر (62 ميل) إلى الشمال من كالياري، وحوالي 30 كم (19 ميل) جنوب غرب نوورو.

## السكان
في سنة 1861 بلغ عدد السكان 1٬094 نسمة، وتطور العدد ليصل في سنة 2011 لـ 1٬627 نسمة.
يظهر هذا المخطط البياني تطور النمو السكاني لـ أوفودا